# عندق أصفر الشفاه
عندق أصفر الشفاه (الاسم العلمي: Nemipterus aurifilum) (بالإنجليزية: Yellow-lip threadfin bream)‏ هو نوع من الأسماك يتبع جنس العندق من فصيلة العندقات.